# 2023年4月逝世人物列表
2023年逝世人物列表：1月 - 2月 - 3月 - 4月 - 5月 - 6月 - 7月 - 8月 - 9月 - 10月 - 11月 - 12月
2023年4月逝世人物列表，是用于汇总2023年4月期间逝世人物的列表。

## 依日期排序

### 30日
- 拉尔夫·波士顿（英語：Ralph Boston），83歲，美國男子田徑運動員，代表美國參加1960年、1964年和1968年夏季奧林匹克運動會田徑比賽，共獲得一枚金牌、一枚銀牌和一枚銅牌[1]。
- 喬克·桑佛瑞洛（英語：Jock Zonfrillo），46歲，蘇格蘭廚師，澳洲版《廚神當道》評審委員。[2]
- 周君亮，98歲，中國水工建築物設計專家。[3]
- 漢娜·瑟法斯（英語：Hannah Serfass），15歲，美國女子馬術運動員，在薩拉索塔（Sarasota）的馬場進行春季比賽練習時，發生墜馬事故，被壓意外身亡。[4]
- 林宏，50歲，中國電視劇編劇，突發疾病病逝。訃聞直到2023年7月31日由家屬公告。[5]

### 29日
- 孫博，41歲，中國演員。[6]
- 尼古拉·内亚戈耶（羅馬尼亞語：Nicolae Neagoe），81歲，罗马尼亚男子雪车运动员，1968年冬季奥林匹克运动会雪车比赛男子双人铜牌得主[7]。
- 阿布·侯赛因·侯赛尼·库拉希（羅馬化：Abū al-Ḥusayn al-Husaynī al-Qurashī），年齡不詳，伊斯兰国的第四任哈里发，在土耳其國家情報局突襲行動中被擊斃[8]。
- 位夢華，84歲，中國科普作家、地質學家、極地探險家。對北極考察次數最多、在北極居住時間最長者。[9]

### 28日
- 王世光，82歲，中國作曲家，《长江之歌》作曲者，中國音樂家協會原副主席、顧問，第八、九、十屆全國政協委員。[10]
- 吉姆·福克斯（英語：Jeremy Robert "Jim" Fox），81歲，英国男子现代五项运动员，1964~1976年四届夏季奥运会现代五项選手，1976年奥运男子团体金牌得主[11]。
- 彼得·李連侯（英语：Peter Lilienthal），95歲，德國電影導演，1979年柏林影展金熊奖得主[12]。
- 李建华，67歲，中國相声演员。[13]
- 拉納吉特·古哈（英語：Ranajit Guha），99歲，印度歷史學家[14]。
- 塞爾吉奧·奧托利納（英语：Sergio Ottolina），80歲，義大利短跑運動選手，1962年歐洲田徑錦標賽200公尺短跑賽銅牌[15]。

### 27日
- 迪克·格罗特（英語：Richard Morrow Groat），92歲，美國職業棒球、籃球雙棲球員，1960年國聯最有價值球員、打擊王，5度入選大聯盟明星賽球員[16]。
- 傑瑞·史賓格（英語：Gerald Norman "Jerry" Springer），79歲，美國電視節目主持人與政治人物[17]。
- 尚-保羅·科斯塔（英语：Jean-Paul Costa），81歲，法國法官、法學家，2007~2011年任欧洲人权法院主席[18]。
- 赛伊斯迈赛依布拉欣，55歲，马来西亚摇滚乐手，摇滚组合XPDC主唱，艺名Mael。[19]。
- 林榮德，86歲，台灣藝術家、音樂家、文學家[20]。

### 26日
- 譚加拉朱·蘇皮亞（英語：Tangaraju Suppiah），46歲，印度裔新加坡死刑犯，因2013年從馬來西亞走私約1公斤大麻，被法院以「教唆參與運毒」判處死刑。26日執行絞刑。[21][22]
- 阿巴斯·阿里·苏莱曼尼（英语：Abbas-Ali Soleimani），75歲，伊朗政治人物，特殊权力机构专家会议成員，被槍殺身亡。[23]
- 王男桂，39歲，臺灣籃球運動員，車禍傷重不治[24]。
- 張積慧，96歲，中國人民解放軍空軍飛行員、副司令員，中國共產黨第九、十、十一屆中央候補委員。[25]
- 王少軍，67歲，中國人民解放軍高級將領，曾任中共中央办公厅副主任兼警卫局局长、中央军委联合参谋部警卫局中将局长兼中央警卫团团长[26][27]。

### 25日
- 宗華，79歲，原名鄒忠志，香港及臺灣男演員，邵氏時代演出多部電影，其後在台灣演出多部電視劇。[28]
- 哈里·貝拉方特（英語：Harry Belafonte），96歲，牙買加裔美國歌手、演員、民權運動家。[29]
- 漢娜·約翰森（德語：Hanna Johansen），83歲，瑞士作家。[30]
- 谢虹雯，93歲，中國京剧表演艺术家。[31]

### 24日
- 邵仲節，98歲，中國巴蜀画家。[32]
- 张少策，95歲，中國评话艺术家。[33]
- 劉志忠，81歲，中國政治人物，曾任重慶市人民政府市長。[34]
- 賀禮德（英語：Dean Holland），34歲，澳大利亞賽馬騎師，在維多利亞省當奴馬場頭場夥拍Headingley出賽時遇上嚴重墮馬事故，後傷重身亡。[35]
- 出村文男，84歲，日本空手道與琉球古武术專家，電影武術替身演員[36]。

### 23日
- 南利阿布峇卡，78歲，馬來西亞新聞主播、廣告配音員。[37]
- 郭茂忠，67歲，台灣政治人物，嘉義市東區興安里長。死于肺炎。[38]
- 陈永宁，64歲，中國製片人。[39]
- 聖·馮·科盧奇（Saint Von Colucci），22歲，加拿大男演員，因整容手術併發症逝世。[40]

### 22日
- 巴瑞·哈姆弗莱斯（英語：John Barry Humphries），89歲，澳大利亞喜劇演員。[41]
- 穆達爾·巴德蘭（英语：Mudar Badran），89歲，約旦政治人物，曾三度出任約旦首相[42]。
- 朱銘，85歲，本名朱川泰，台灣雕塑家，自縊逝世[43][44]。
- 郭玉軍，59歲，中國国际私法学家、武汉大学法学院教授。[45]
- 槐华，87歲，本名鄞国琦，新加坡作家、作曲家。前列腺癌病逝。[46]
- 肯·帕茲（英语：Ken Potts），102歲，退役美國海軍水兵，珍珠港事件中沉沒戰艦「亞利桑那號」中最後2名在世者之一。[47]
- 鮑克明，91歲，中國政治人物曾任航天工業部副部長、黨組成員，中共海南省委常委、海南省人民政府常務副省長，第七屆全國人大代表。[48]
- 徐遐生，79歲，中華民國旅居美國天文學家，第18屆中央研究院院士，曾任國立清華大學校長。[49][50]

### 21日
- 厄尼·巴雷特（英語：Ernie Drew Barrett），93歲，美國籃球運動員，曾效力波士顿凯尔特人。[51]
- 羅光瑞，101歲，台灣醫學家，台北榮總前院長，台灣新生兒B肝疫苗推手。[52]
- 高至喜，91歲，中國考古学家。[53]

### 20日
- 賴高淮，89岁，中國白酒釀造專家。[54]
- 萨勒玛·卡德拉·贾尤西（英语：Salma Khadra Jayyusi），95歲，巴勒斯坦作家[55]。
- 米倉健司，88歲，本名米倉健治，日本職業拳擊手，1956年墨爾本奧運蠅量級比賽日本代表隊成員[56]。
- 黃令儀，86歲，中國科學家，中国龙芯之母。[57]
- 陳元方，92歲，中國消化病学家、北京协和医院教授。[58]

### 19日
- 文彬，25岁，韓國男歌手，ASTRO成員。[59]
- 林冠，56岁，中国政治人物，中共钦州市委书记，心源性猝死。[60]
- 陳培民，95歲，中国人民解放軍中將。[61]
- 陳雨田，84歲，中国導演。[62]
- 温明轸，84歲，中国晋剧表演艺术家。[63]
- 芬巴·卡弗基，45歲，愛爾蘭政治活動人物、烏克蘭志願兵，戰死[64]。

### 18日
- 艾伯特·德爾·羅薩里奧（英語：Albert del Rosario），83歲，菲律賓外交官，2011年至2016年擔任外交部長。[65]
- 吴大明，89歲，中國作曲家。[66]
- 久保田剛史（日語：久保田 剛史），36歲，日本喜劇演員，搞笑雙人組「Independence Day」成員。[67]

### 17日
- 欧阳仁荣，90歲，中國血液病专家。[68]
- 冼為堅，94歲。香港商人，美麗華酒店副主席。新世界發展創辦人之一。[69]
- 阿卜杜勒·哈迪·馬哈茂德·哈吉阿里（英語：Abd-al Hadi Mahmud al-Haji Ali），年齡不詳，伊斯蘭國策劃中東和歐洲恐怖攻擊的行動負責人，在美國中央司令部部隊突擊行動中被擊斃[70]。
- 黑土始（日語：黒土 始），101歲，日本企業家，計程車公司「第一交通產業」創辦人。[71]

### 16日
- 吴焕宁，90歲，中國法学家。[72]
- 艾哈迈德·贾马尔（英語：Ahmad Jamal），92岁，美國爵士鋼琴家、作曲家、樂隊指揮[73]。

### 15日
- 胡西铭，84歲，中國国家一级美术师，西安文史馆馆员，陕西著名画家。[74]
- 阿提克·艾哈迈德，60岁，印度人民院议员（2004年至2009年）、北方邦立法会（英语：Uttar Pradesh Legislative Assembly）议员（1989年至2004年），黑帮头目，被枪杀。[75]
- 李喜朋，中國企業家，河南民营企业家。[76]
- 鄭廣寧，54歲，中國資深傳媒人，南方報業傳媒集團（南方日報社）黨委委員、副書記、副社長、總編輯；曾任廣東廣播電視台黨委副書記、副台長、總編輯等職。[77]
- 山口瑞鳳（日語：山口 瑞鳳），97歲，日本佛學者、藏學學者。[78]

### 14日
- 辜林瑞慧，83歲，臺灣人，中國信託金融控股公司創辦人辜濓松夫人。[79]
- 馬克·希恩（英語：Mark Sheehan），46歲，愛爾蘭手創樂團吉他手。[80]
- 林家善，88歲，中國羅馬天主教神父，福州市助理主教（1997-2010年）和總主教（2010年至今） 。[81]
- 許素葉，89歲，台灣政治人物，曾任省議員、立法委員等職。[82]
- 宗利群，73歲，中國演員。[83]
- 穆瑞·馬文（英语：Murray Melvin），90歲，英國演員[84]。
- 阿貝爾·波斯（英语：Abel Posse），89歲，阿根廷小說家、散文家、詩人、職業外交官和政治家[85]。
- 喬治·福爾（英语：George Verwer），84歲，美國基督教傳教士，世界福音動員會（國際）創辦人。[86]

### 13日
- ，93歲，英國時裝設計師，曾被譽為「迷你裙重要推手」。[87]
- 佘文锁，90歲，新加坡新闻工作者、时事评论员，曾任職《星洲日报》、《联合早报》；因肺炎病逝。[88]
- 土丹索巴仁波切，76歲，出生於尼泊爾的藏傳佛教仁波切，拉烏兜喇嘛之轉世[89]。
- 克雷格·布林（英語：Craig Breen），33歲，愛爾蘭職業拉力賽車手，2023克羅埃西亞拉力賽賽前測試發生事故喪生[90]。

### 12日
- 王高成，62歲，臺灣戰略學者，淡江大學國際事務與戰略研究所教授，墜樓身亡。[91]
- 路易斯·加斯金（英語：Louis Bernard Gaskin），56歲，美國死刑犯，1989年因殺害1對夫婦，被判一級謀殺罪罪成。本日以注射死刑方式處決[92]。
- 雅克·蓋約（法語：Jacques Gaillot），87歲，法國天主教神職人員和社會活動家[93]。
- 烏塔拉·巴卡爾（英語：Uttara Baokar），79歲，印度電影、舞台劇、電視劇演員[94]。

### 11日
- 鄭彩律，26歲，韓國演員。[95]
- 郑锦阳，95歲，中國人，南京大屠殺倖存者。[96]
- 弗雷迪·斯卡帕迪奇（Freddie Scappaticci），76歲，北愛爾蘭人，被指控為臨時愛爾蘭共和軍（PIRA）雙重間諜。[97]

### 10日
- 阿爾·傑菲（英語：Al Jaffee），102歲，美國漫畫家，長期在《瘋狂雜誌》發表作品[98]。
- 皮埃爾·拉寇特（英语：Pierre Lacotte），91歲，法國芭蕾舞蹈家[99]。
- 費爾南多·桑切斯·德拉戈（英语：Fernando Sánchez Dragó），86歲，西班牙作家、電視節目主持人[100]。

### 9日
- 馮亦同，82歲，中國作家。[101]
- 吳耀漢，83歲，資深香港男演員。[102]

### 8日
- 蔡興林，97歲，中國二人转表演艺术家、作家、教育家、评论家。[103]
- 李坤城，66歲，台灣作詞人。[104]
- 威廉·牛頓-史密斯（英語：William Herbert Newton-Smith），79歲，加拿大科學哲學家。[105]

### 7日
- 蘇沅峰，台灣武術導演。曾执导《包青天》。[106]
- 劉東，33歲，中華人民共和國死刑犯，5·22大連轎車撞人案主嫌。2022年2月9日維持死刑判決，注射死刑。[107]
- 沈鴻元，49歲，台灣廣播節目主持人，在愛樂電台主持爵士樂節目，有「爵士一哥」之稱。[108]
- 戴瑞鴻，93歲，中國心血管病学专家。[109]
- 本杰明·费伦茨（英語：Benjamin Ferencz），103岁，美国法学家，纽伦堡审判最后一位去世的检察官。[110]
- 王铮，69岁，中國地理学者，中国科学院大学教授。[111]

### 6日
- 若塞普·皮克（西班牙語：Josep Piqué i Camps），68歲，西班牙政治人物、企業家，曾任西班牙外交部長、工業部長，伏林航空主席[112]。
- 保羅·卡特莫爾（英語：Paul Cattermole），46歲，英國歌手，流行音樂團體「S Club 7」成員[113]。
- 英格瓦·西德沃爾（英语：Ingvar Hirdwall），88歲，瑞典電影演員，金甲虫奖得主[114]。
- 諾曼·雷諾（英语：Norman Reynolds），89歲，英國電影藝術指導，代表作《星際大戰》、《法櫃奇兵》、《太陽帝國》，1978、1982年奥斯卡最佳艺术指导奖得主[115]。
- 張輝，91歲，中國導演。[116]
- ，54歲，台灣導演。[117]
- 生野慈朗，73歲，日本電影、電視劇導演[118]。
- 2023年日本陸上自衛隊UH-60JA直升機墜毀事故已確認殉職者：
  - 坂本雄一（日語：坂本 雄一），55歲，日本自衛隊軍官， 陸上自衛隊第八師團第39任師團長，軍階中將。[119][120]
  - 庭田徹（日語：庭田 徹），48歲，日本自衛隊軍官，陸上自衛隊第八師團司令部幕僚長，軍階上校。[120]
  - 神尊皓基（日語：神尊 皓基），日本自衛隊軍官，陸上自衛隊第八師團司令部第3部防衛班長，軍階少校。[120]

### 5日
- 塞爾焦·戈里（義大利語：Sergio Gori），77歲，義大利前男子足球運動員，場上位置是前鋒。[121]
- 塞德里克·亨德森（英語：Cedric Henderson），57歲，美國前職業籃球運動員，曾效力亞特蘭大鷹等球隊。[122]
- 比爾·巴特勒（英語：Bill Butler），101歲，美國電影攝影師。[123]

### 4日
- 谢国明，66岁，中國記者及政治人物，人民日报社原副总编辑，第十三届全国人大社会建设委员会委员。[124]
- 崔乃夫，95歲，中國政治人物。前民政部部長。[125]
- 鮑伯·李（英語：Bob Lee），43歲，美國程式設計師，曾任支付平台Square公司技術長，在舊金山街頭遇刺身亡。[126]
- 安德烈·加西亞（西班牙語：Andrés García García），81歲，多明尼加裔墨西哥籍電影及舞台劇演員[127]。
- 布里格·延森（英语：Birger Jensen），72歲，前丹麥職業足球選手，位置為守門員。[128]

### 3日
- 塗通今，108歲，中國人民解放軍開國少將，曾任軍事醫學科學院院長。[129]
- 尼格爾·勞森（英語：Nigel Lawson），91歲，英國政治家，1983年至1989年擔任財政大臣。[130]
- 孟莉英，89岁，中國越劇女演員，擅長小旦。[131]
- 李修松，66岁，中国政治人物，安徽省政协原副主席（2013年至2023年）。[132]
- 马里奥·波西奇，39岁，波士尼亞與赫塞哥維納职业足球运动员，曾入选波士尼亞與赫塞哥維納国家队。死于脑瘤[133]。
- 朱翔武，103岁，中国政治人物，中共郑州市委原副书记、秘书长。[134]

### 2日
- 弗拉德伦·塔塔尔斯基（俄語：Владлен Татарский），40岁，俄罗斯战地记者、軍事部落客，在圣彼得堡的一家咖啡馆被炸身亡。[135]
- 羅揚，94岁，中國曲藝評論家。[136]
- 格雷格·弗朗西斯（英語：Greg Francis），48岁，加拿大籃球選手、教練[137]。

### 1日
- 张鸿星，55岁，中国政治人物，中共重庆市委常委、两江新区党工委书记（2022年起）。[138]
- 罗志军，71岁，中国政治人物，中共江苏省委原书记（2010年至2016年）。[139]
- 劉福生，89歲，中国滑稽表演艺术家。[140]
- 櫛田泰道，46歲，日本聲優。[141]